# Marina Espasa
Marina Espasa (Barcelona, 1973) es una filóloga, escritora, guionista, periodista cultural y traductora española en lengua catalana. Formó parte del equipo de los programas de televisión «Saló de lectura» (BTV, 2002-2006) y L'hora del lector (Canal 33, 2007-2011). Es crítica de libros del diario Ara y del programa de radio Cabaret Eléctrico de iCat fm, ejerce como profesora de la Escuela de Escritura del Ateneo Barcelonés. En el 2012 publicó su primera novela, La dona que es va perdre (Empúries), y ha traducido al catalán novelas de Tom Wolfe, JW Polidori y ensayos de Jonathan Franzen. En 2016 publicó su segunda novela, El dia del cérvol, una obra con varias fases que juega con los espacios temporales, con paralelismos medievales, con crítica social y política, cierta ciencia ficción, y que habla sobre Barcelona.
Desde marzo de 2016 Marina Espasa es la coordinadora de la oficina de «Barcelona, Ciudad de la Literatura.» El cargo tiene una duración de dos años y medio y entre sus tareas están las de coordinarse con los diferentes sectores culturales, equipamientos y administraciones relacionados con la literatura.